# 北日本中央観光バス
株式会社北日本中央観光バス（きたにほんちゅうおうかんこうバス）は、青森県三戸郡階上町に本社を置くバス事業者である。
社団法人日本バス協会の会員。
貸切バスのほか、階上町コミュニティバス：東部循環線の受託運行も行っている。

## 沿革
- 1995年5月24日 - 設立。
- 2009年4月1日 - 南部バスの階上地区ローカル線の大幅再編に伴い、当社が階上町コミュニティバス：東部循環線の受託運行を開始。

## 事業所
- 本社
  - 青森県三戸郡階上町道仏字耳ヶ吠8-1

## 廃止代替バス
階上町からの委託を受け、階上町コミュニティバス（南部バス廃止代替路線）のうち、以下の路線を運行している。
- 東部循環線（路線の詳細については当該項目を参照のこと）

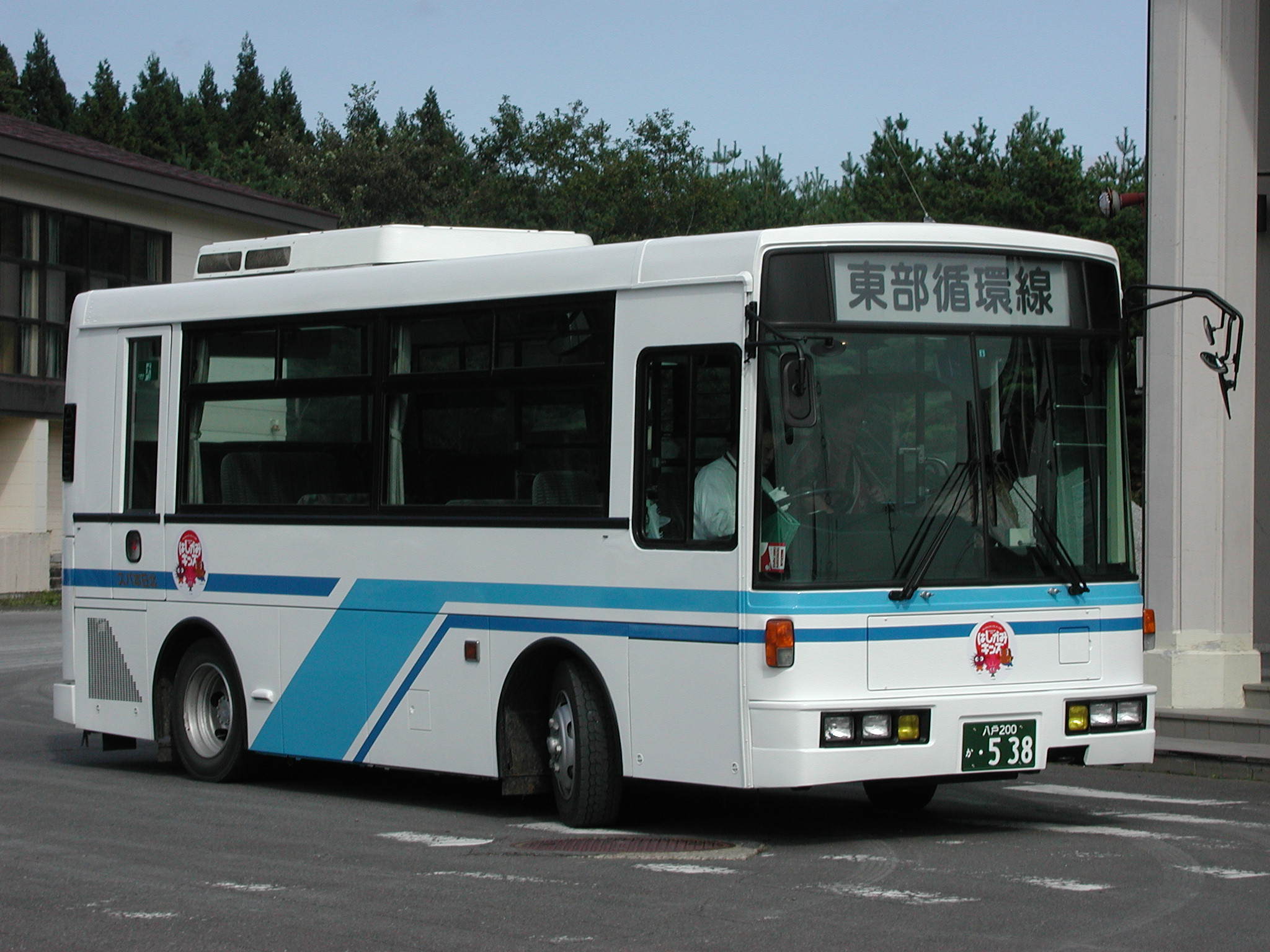
東部循環線 ハートフルプラザはしかみにて（2009年9月撮影）

## 車両
- 三菱ふそう・日野・UDトラックス（旧:日産ディーゼル）などを採用している。

## 関連会社
- オーエ（大江）タクシー